# Мінто (Нью-Брансвік)
Мінто (англ. Minto) — село в Канаді, у провінції Нью-Брансвік, у складі графства Квінс.

## Населення
За даними перепису 2016 року, село нараховувало 2305 осіб, показавши скорочення на 8,0%, порівняно з 2011-м роком. Середня густина населення становила 72,8 осіб/км².
З офіційних мов обидвома одночасно володіли 265 жителів, тільки англійською — 2 020. Усього 20 осіб вважали рідною мовою не одну з офіційних.
Працездатне населення становило 54% усього населення, рівень безробіття — 20%.
Середній дохід на особу становив $31 065 (медіана $22 940), при цьому для чоловіків — $37 908, а для жінок $23 947 (медіани — $28 384 та $19 760 відповідно).
36,9% мешканців мали закінчену шкільну освіту, не мали закінченої шкільної освіти — 29,6%, 33,7% мали післяшкільну освіту, з яких 17,2% мали диплом бакалавра, або вищий.
| Статево-вікова структура населення | Статево-вікова структура населення | Статево-вікова структура населення | Статево-вікова структура населення | Статево-вікова структура населення |
| ---------------------------------- | ---------------------------------- | ---------------------------------- | ---------------------------------- | ---------------------------------- |
|                                    |                                    |                                    |                                    |                                    |
| Всього                             | Всього                             | 48,8%51,2%                         |                                    |                                    |
| 0 — 14 років                       | 0 — 14 років                       |                                    | 11,7%                              | 11,7%                              |
| 15 — 64 років                      | 15 — 64 років                      |                                    | 60%                                | 60%                                |
| 65 і більше                        | 65 і більше                        |                                    | 28,4%                              | 28,4%                              |
| 85 і більше                        | 85 і більше                        |                                    | 3,7%                               | 3,7%                               |
| 100 і більше                       | 100 і більше                       |                                    | 0,2%                               | 0,2%                               |
| Середній вік (років)               | Середній вік (років)               | 46,749,9                           | 48,3                               | 48,3                               |
| Медіана (років)                    | Медіана (років)                    | 51,853,5                           | 52,7                               | 52,7                               |
| — чоловіки — жінки                 |                                    |                                    |                                    |                                    |

| Походження мешканців:     | Походження мешканців:     | Походження мешканців: | Походження мешканців: | Походження мешканців: |
| ------------------------- | ------------------------- | --------------------- | --------------------- | --------------------- |
| Походження                |                           |                       | осіб                  | %                     |
| Корінні американці        | Корінні американці        |                       | 85                    | 3.77%                 |
| Інше північноамериканське | Інше північноамериканське |                       | 1 270                 | 56.32%                |
| Європейське               | Європейське               |                       | 1 500                 | 66.52%                |
| британське                | британське                |                       | 1 120                 | 49.67%                |
| французьке                | французьке                |                       | 620                   | 27.49%                |
| Карибське                 | Карибське                 |                       | 10                    | 0.44%                 |
| Азійське                  | Азійське                  |                       | 20                    | 0.89%                 |

## Клімат
Середня річна температура становить 5,3°C, середня максимальна – 23,8°C, а середня мінімальна – -16,3°C. Середня річна кількість опадів – 1 064 мм.
| Клімат поселення                              | Клімат поселення | Клімат поселення | Клімат поселення | Клімат поселення | Клімат поселення | Клімат поселення | Клімат поселення | Клімат поселення | Клімат поселення | Клімат поселення | Клімат поселення | Клімат поселення | Клімат поселення |
| Показник                                      | Січ.             | Лют.             | Бер.             | Квіт.            | Трав.            | Черв.            | Лип.             | Серп.            | Вер.             | Жовт.            | Лист.            | Груд.            |                  |
| Середній максимум, °C                         | −3,2             | −1,53            | 3,96             | 10,41            | 17,12            | 22,38            | 23,76            | 22,84            | 17,88            | 11,86            | 5,75             | −1,66            |                  |
| Середня температура, °C                       | −9,76            | −8,08            | −2,61            | 3,84             | 10,57            | 15,82            | 19,37            | 18,45            | 13,48            | 7,47             | 1,36             | −6,05            |                  |
| Середній мінімум, °C                          | −16,33           | −14,65           | −9,17            | −2,72            | 4,00             | 9,24             | 14,99            | 14,06            | 9,10             | 3,08             | −3,03            | −10,44           |                  |
| Норма опадів, мм                              | 90               | 78               | 80               | 79               | 90               | 87               | 88               | 85               | 88               | 93               | 103              | 103              |                  |
| Середньомісячна швидкість вітру, м/с          | 3.40             | 3.40             | 3.60             | 3.60             | 3.28             | 2.80             | 2.60             | 2.40             | 2.70             | 3.00             | 3.20             | 3.40             |                  |
| Середньомісячна сонячна радіація, кДж/м²·день | 5194             | 8467             | 12180            | 15324            | 18158            | 20217            | 19925            | 17585            | 13201            | 8406             | 4975             | 4074             |                  |
| --------------------------------------------- | ---------------- | ---------------- | ---------------- | ---------------- | ---------------- | ---------------- | ---------------- | ---------------- | ---------------- | ---------------- | ---------------- | ---------------- | ---------------- |
| Джерело:                                      |                  |                  |                  |                  |                  |                  |                  |                  |                  |                  |                  |                  |                  |